# Пероксид водорода
Перокси́д водоро́да (пе́рекись водоро́да, химическая формула — H2O2) — неорганическое химическое соединение водорода и кислорода, являющееся простейшим представителем класса пероксидов.

## Физические свойства
Вследствие несимметричности молекула H2O2 сильно полярна (μ = 0,7⋅10−29 Кл·м). Относительно высокая вязкость жидкого пероксида водорода обусловлена развитой системой водородных связей. Водородный показатель — 4,75. Поскольку атомы кислорода имеют неподелённые электронные пары, молекула H2O2 также способна образовывать донорно-акцепторные связи.
При стандартных условиях пероксид водорода — это бесцветная сиропообразная тяжёлая полярная жидкость с «металлическим» вкусом, неограниченно растворимая в воде, спирте и диэтиловом эфире.
Также он является хорошим растворителем. Из воды выделяется в виде неустойчивого кристаллогидрата H2O2∙2H2O.
Концентрированные водные растворы пероксида водорода взрывоопасны.

## Химические свойства
Молекула пероксида водорода сильно полярна, что приводит к возникновению водородных связей между молекулами. Связь O—O непрочна, поэтому H2O2 — неустойчивое соединение, легко разлагается. Также этому может поспособствовать присутствие ионов переходных металлов. Чистое вещество крайне неустойчиво и разлагается с выделением теплоты, поэтому в высококонцентрированных его растворах и в пергидроле присутствуют стабилизирующие добавки. Однако в разбавленных водных растворах пероксид водорода сравнительно устойчив. Реакция диспропорционирования катализируется ионами переходных металлов, некоторыми белками:
{\displaystyle {\mathsf {2H_{2}O_{2}\rightarrow 2H_{2}O+O_{2}}}.}
В присутствии катализаторов разложения в среде кислорода может появляться озон:
{\displaystyle {\mathsf {H_{2}O_{2}+O_{2}\rightarrow H_{2}O+O_{3}\uparrow }}.}
Пероксид водорода проявляет слабые кислотные свойства (К = 1,4⋅10−12) и поэтому диссоциирует по двум ступеням:
{\displaystyle {\mathsf {H_{2}O_{2}\rightleftarrows H^{+}+HO_{2}^{-};~~~~~~HO_{2}^{-}\rightleftarrows H^{+}+O_{2}^{2-}}}.}
При действии концентрированного раствора Н2O2 на некоторые гидроксиды в ряде случаев можно выделить пероксиды металлов, которые можно рассматривать как соли пероксида водорода (Li2O2, MgO2 и др.):
{\displaystyle {\mathsf {H_{2}O_{2}+2NaOH\rightarrow Na_{2}O_{2}+2H_{2}O}};}
{\displaystyle {\mathsf {H_{2}O_{2}+Ba(OH)_{2}\rightarrow BaO_{2}\downarrow +2H_{2}O}}.}
Пероксидная группа [—O—O—] входит в состав многих веществ. Такие вещества называют пероксидами, или пероксидными соединениями. К ним относятся пероксиды металлов (Na2O2, BaO2 и др.). Кислоты, содержащие пероксидную группу, называют пероксокислотами, например, пероксомонофосфорная H3PO5, пероксодисерная H2S2O8 и пероксоазотная HNO4 кислоты.

## Окислительно-восстановительные свойства
Пероксид водорода обладает окислительными, а также восстановительными свойствами. Он окисляет нитриты в нитраты, выделяет иод из иодидов металлов, расщепляет ненасыщенные соединения по месту двойных связей. Пероксид водорода восстанавливает соли золота и серебра, а также марганца при реакции с водным раствором перманганата калия в кислой среде.
При восстановлении Н2O2 образуется Н2O или ОН, например:
{\displaystyle {\mathsf {H_{2}O_{2}+2KI+H_{2}SO_{4}\rightarrow I_{2}+K_{2}SO_{4}+2H_{2}O}}.}
При действии сильных окислителей H2O2 проявляет восстановительные свойства, выделяя свободный кислород:
{\displaystyle {\mathsf {O_{2}^{-}\rightarrow O_{2}+2e^{-}}},}
например:
{\displaystyle {\mathsf {3H_{2}O_{2}+2KMnO_{4}\rightarrow 2MnO_{2}+2KOH+3O_{2}\uparrow +2H_{2}O}}.}
Реакцию KMnO4 с Н2O2 используют в химическом анализе для определения содержания Н2O2:
{\displaystyle {\mathsf {5H_{2}O_{2}+2KMnO_{4}+3H_{2}SO_{4}\rightarrow 5O_{2}+2MnSO_{4}+K_{2}SO_{4}+8H_{2}O}}.}
Окисление органических соединений пероксидом водорода (например, сульфидов и тиолов) целесообразно проводить в среде уксусной кислоты.

## Биологические свойства
Пероксид водорода относится к реактивным формам кислорода и при повышенном образовании в клетке вызывает оксидативный стресс. Некоторые ферменты, например глюкозоксидаза, образуют в ходе окислительно-восстановительной реакции пероксид водорода, который может играть защитную роль в качестве бактерицидного агента. В клетках млекопитающих нет ферментов, которые бы восстанавливали кислород до перекиси водорода. Однако несколько ферментных систем (ксантиноксидаза, НАДФ•H-оксидаза, циклооксигеназа и др.) продуцируют супероксид, который спонтанно или под действием супероксиддисмутазы превращается в пероксид водорода.

## Получение
Исторически первым промышленным методом синтеза пероксида водорода был электролиз серной кислоты или раствора сульфата аммония в серной кислоте, в ходе которого образуется пероксодисерная кислота, с последующим гидролизом последней до пероксида и серной кислоты:
{\displaystyle {\mathsf {H_{2}S_{2}O_{8}+2H_{2}O\rightarrow H_{2}O_{2}+2H_{2}SO_{4}}}.}
С середины XX века персульфатный процесс синтеза пероксида водорода был вытеснен антрахиноновым процессом, разработанным компанией BASF в 1930-х. В этом процессе формально идет окисление водорода кислородом воздуха с катализом алкилпроизводными антрахинона:
Процесс основан на автоокислении алкилантрагидрохинонов (обычно 2-этил-, 2-трет-бутил- и 2-пентилантрагидрохинонов) кислородом воздуха с образованием антрахинонов и пероксида водорода. Реакция проводится в растворе алкилантрагидрохинонов в бензоле с добавлением вторичных спиртов, по завершении процесса пероксид водорода экстрагируют из органической фазы водой. Для регенерации исходных антрагидрохинонов бензольный раствор антрахинонов восстанавливают водородом в присутствии каталитических количеств палладия.
Пероксид водорода также может быть получен каталитическим окислением изопропилового спирта
:
{\displaystyle {\mathsf {(CH_{3})_{2}CHOH+O_{2}\rightarrow (CH_{3})_{2}CO+H_{2}O_{2}}},}
при этом ценным побочным продуктом этой реакции является ацетон, однако в широких масштабах в промышленности этот метод в настоящее время не используется.
В лабораторных условиях для получения пероксида водорода используют реакцию разбавленной серной кислоты с пероксидом бария:
{\displaystyle {\mathsf {BaO_{2}+H_{2}SO_{4}\rightarrow BaSO_{4}\downarrow +H_{2}O_{2}}}.}
Концентрирование и очистку пероксида водорода проводят осторожной перегонкой.
При растворении гидроперита в воде образуется пероксид водорода и мочевина.
В последнее время (кон. XX в.) удалось синтезировать H2O3 и H2O4. Эти соединения весьма неустойчивы. При обычных температурах (н.у.) они разлагаются за доли секунды, однако при низких температурах порядка −70 °C существуют часами. Спектро-химическое исследование показывает, что их молекулы имеют зигзагообразную цепную структуру (подобную сульфанам): H—O—O—O—H, H—O—O—O—O—H.
Является одним из промежуточных продуктов сгорания водорода, однако сразу же разлагается на воду и кислород. Но при направлении пламени на лёд можно увидеть следы перекиси водорода.

## Методы определения концентрации
В разбавленных водных растворах с концентрацией пероксида водорода порядка 10-20 мМ точные значения концентрации могут быть определены спектрофотометрически в ультрафиолетовом диапазоне длин волн. При 240 нм водный раствор пероксида водорода с концентрацией 20 мМ имеет величину поглощения 0,872 при измерении против дистиллированной воды.

## Применение
Благодаря своим сильным окислительным свойствам пероксид водорода нашёл широкое применение в быту и в промышленности, где используется, например, как отбеливатель на текстильном производстве и при изготовлении бумаги. Применяется как ракетное топливо в качестве окислителя или как однокомпонентное (с разложением на катализаторе), в том числе для привода турбонасосных агрегатов (один из первых примеров — ракета Фау-2). Используется в аналитической химии, в качестве пенообразователя при производстве пористых материалов, в производстве дезинфицирующих и отбеливающих средств. В промышленности пероксид водорода также находит своё применение в качестве катализатора, гидрирующего агента, как эпоксидирующий агент при эпоксидировании олефинов.

### В медицине и гигиене
Хотя разбавленные растворы перекиси водорода применяются для небольших поверхностных ран, исследования показали, что этот метод, обеспечивая антисептический эффект и очищение, также увеличивает время заживления. Обладая хорошими очищающими и определёнными кровоостанавливающими свойствами, пероксид водорода на самом деле не ускоряет заживления ран. Достаточно высокие концентрации, обеспечивающие антисептический эффект, могут также увеличивать время заживления из-за повреждения прилегающих к ране клеток. Более того, пероксид водорода может мешать заживлению и способствовать образованию рубцов из-за разрушения новообразующихся клеток кожи.
Однако в качестве средства для очистки глубоких ран сложного профиля, гнойных затёков, флегмон и других гнойных ран, санация которых затруднена, пероксид водорода остаётся предпочтительным препаратом, так как он обладает не только антисептическим эффектом, но и создаёт большое количество пены при взаимодействии с ферментом каталазой. Это в свою очередь позволяет размягчить и отделить от тканей некротизированные участки, сгустки крови, гноя, которые будут легко смыты последующим введением в полость раны антисептического раствора. Без предварительной обработки пероксидом водорода антисептический раствор не сможет удалить эти патологические образования, что приведет к значительному увеличению времени заживления раны и ухудшит состояние больного.
Перекись водорода применяют для растворения пробок в слуховых каналах. Раствор вступает в реакцию с ушной серой и растворяет пробку.

### В косметических целях
Пероксид водорода применяется также для обесцвечивания волос.

### В пищевой промышленности
Растворы пероксида водорода применяются для дезинфекции технологических поверхностей оборудования, непосредственно соприкасающихся с продукцией. Кроме того, на предприятиях по производству молочной продукции и соков, растворы перекиси водорода используются для дезинфекции упаковки (технология «Тетра Пак»).
В технических целях пероксид водорода применяют в производстве электронной техники.

### В быту
Применяется также для выведения пятен MnO2, образовавшихся при взаимодействии перманганата калия («марганцовки») с предметами (ввиду его восстановительных свойств), удаления пятен крови с одежды и др.
3%-й раствор пероксида водорода используется в аквариумистике для оживления задохнувшейся рыбы, а также для очистки аквариумов и борьбы с нежелательной флорой и фауной в аквариуме.

### Для демонстрации химической реакции
Перекись водорода используется в известном опыте, демонстрирующем многократное увеличение объёма вещества в результате химической реакции.

### В военных целях
Как сильный окислитель пероксид водорода периодически используется в военной технике как один из компонентов топлива. Так, в 1940-х годах концентрированный пероксид водорода применялся в двигателях Вальтера. Позднее пероксид водорода применялся в советских торпедах 65-76. Существуют разработки по использованию пероксида водорода в ракетостроении.

## Формы выпуска
Выпускается в виде водных растворов, стандартная концентрация 1—6 %, 30, 38, 50, 60, 85, 90 и 98 %. 30%-й водный раствор пероксида водорода, стабилизированный добавлением фосфатов натрия, называется пергидролем. Выпускаемый в виде таблеток твёрдого клатрата с мочевиной пероксид водорода называется гидроперитом.

## Опасность применения
Концентрированные растворы пероксида водорода при попадании на кожу, слизистые оболочки и в дыхательные пути вызывают ожоги. В больших концентрациях недостаточно чистый пероксид водорода может быть взрывоопасен.
Опасен при приёме внутрь концентрированных растворов. Вызывает выраженные деструктивные изменения, сходные с действиями щелочей. Летальная доза 30%-го раствора пероксида водорода (пергидроля) — 50—100 мл.
Пероксид водорода в повреждённой торпеде называется одной из причин крушения «Курска» (пероксид водорода является окислителем керосина в торпеде 65-76) .